# ベンジル酸転位
ベンジル酸転位（ベンジルさんてんい、benzilic acid rearrangement）とは、有機化学における転位反応のひとつで、ベンジルに水酸化カリウムを作用させるとフェニル基が 1,2-転位を起こしてベンジル酸のカリウム塩を与える反応である。最初の研究はユストゥス・フォン・リービッヒによって1838年に示された。脂肪族の 1,2-ジケトンを基質として α-ヒドロキシカルボン酸を与えた例も知られる。

## 機構
近年の量子化学計算の結果から支持された機構を図示する。
カルボニル基に対するヒドロキシドアニオンの付加から反応が開始する。付加体 2 から 3 への軸回転後に起こる 4 への R基の 1,2-転位は協奏的であるとされた。4 と溶媒の水の間でプロトンの移動を起こして 5 となり、酸で処理した段階で 6 が得られる。